# Рородт
Рородт (нім. Rorodt) — громада в Німеччині, розташована в землі Рейнланд-Пфальц. Входить до складу району Бернкастель-Віттліх. Складова частина об'єднання громад Тальфанг-ам-Ербескопф.
Площа — 3,41 км2. Населення становить 51 ос. (станом на 31 грудня 2020).